# Kernkraftwerk Doel
Das Kernkraftwerk Doel besteht aus zwei in Betrieb befindlichen Blöcken mit je einem Druckwasserreaktor und zwei stillgelegten Blöcken. Es liegt auf der Gemarkung von Doel (Gemeinde Beveren-Kruibeke-Zwijndrecht) an der Schelde im Hafen von Antwerpen, etwa 15 Kilometer nordwestlich des Stadtzentrums, in Belgien und 116 Kilometer westlich des deutschen Bundesgebiets.
Es ist einer von zwei in Betrieb befindlichen Kernkraftwerksstandorten in Belgien; der andere ist Tihange, beide werden von Engie Electrabel betrieben, der belgischen Tochter des französischen Konzerns Engie.
Block 1 hat eine installierte Nettoleistung (elektrisch) von 445 Megawatt (MW), Block 2 von 445 MW, Block 3 von 1006 MW und Block 4 von 1038 MW. Die Blöcke 1, 2 und 4 wurden von ACECOWEN (ACEC-Cockerill-Westinghouse) geliefert, Block 3 von FRAMACECO (Framatome-ACEC-Cockerill).
Von allen Kernkraftwerken in Europa ist Doel dasjenige mit der am dichtesten besiedelten Umgebung: In einem Umkreis von 75 Kilometern leben etwa neun Millionen Menschen.

## Geschichte
Baubeginn für den Reaktorblock 1 war am 1. Juli 1969. Rund fünf Jahre später wurde der Reaktor kritisch; der kommerzielle Betrieb begann am 15. Februar 1975. Die thermische Leistung beträgt 1311 MW. In fast 45 Jahren Betriebszeit hat Doel-1 rund 131 TWh (= 131.000 GWh) Strom erzeugt.
Doel-4 begann am 1. Juli 1985 den kommerziellen Betrieb.
Die durchschnittliche potentielle Brutto-Verfügbarkeit von Doel-1 liegt bei 84 %. Im Jahr 2015 war er aber nur in 13,0 % der Zeit am Netz (on-line (Netto)), bei überwiegend 80er und 90er Prozenten in der Vergangenheit. Größere Unterbrechungen gab es beim Betrieb des Reaktors 2 in den Jahren 1983, 1990, 2018 und 2019 (Netto-Verfügbarkeit 2018 = 38,8 %). Die längsten Betriebsunterbrechungen hatte Doel-3 im Jahre 2015 (1,1 % Netto-Verfügbarkeit) und Doel-4 im Jahre 1994 (41,5 % Netto-Verfügbarkeit). Trotz einiger Störfälle und anderer betriebsbedingter Einbußen z. B. durch Wartungsarbeiten lagen die über die gesamten Laufzeiten gemittelten durchschnittlichen Brutto- und Netto-Verfügbarkeiten bei allen vier Reaktoren zwischen 78 und 85 %.
Im Oktober 2014 wurde bekannt, dass von 2009 bis 2012 ein polizeibekannter Dschihadist als Techniker im Hochsicherheitsbereich des Kernkraftwerkes Doel gearbeitet hatte; er war in der islamistischen Organisation Sharia4Belgium aktiv. 2014 ging der in Marokko geborene Ilyass Boughalabr nach Syrien, wo er im gleichen Jahr mutmaßlich als Kämpfer des IS starb.
Am 15. Februar 2025 wurde Doel-1 endgültig abgeschaltet.

## Sicherheitskonzept
Die Blöcke 3 und 4 haben je drei Stränge zu (3×100 %) Kapazität für die Notspeisung sowie die Notkühlung, mit individuell zugeordneten Notstrom-Dieselgeneratoren. Dazu gibt es für beide Blöcke noch Kapazitäten in je einem gegen externe Einwirkungen gebunkerten Gebäude (3×50 %).
Die Blöcke 1 und 2 besitzen gemeinsam vier Notspeise- beziehungsweise Notkühlstränge (4×100 %) mit zugeordneten Notstromdieseln als Grundausstattung. Ebenfalls blockgemeinsam ist die zusätzliche gebunkerte Notkühlung mit zugehörigen Dieseln (2×100 %).
Alle Blöcke haben ein Doppelcontainment.

## Außerbetriebnahme
Die Regierung Verhofstadt I beschloss im Jahr 2002 einen Atomausstieg bis 2025. Ihre Gesetzesvorlage wurde am 6. Dezember 2002 vom Abgeordnetenhaus und am 16. Januar 2003 auch vom Senat angenommen. Ende 2011 wurde der Atomausstieg von der Regierung Di Rupo bestätigt. Der Betreiber äußerte im November 2011, er werde Doel-1 und Doel-2 2015 vom Netz nehmen, da sich für eine Laufzeitverlängerung notwendige Investitionen in Höhe von rund 1 Mrd. Euro – auch angesichts des absehbaren Endes der Kernenergie – wirtschaftlich nicht mehr lohnen würden. Die 1975 in Betrieb genommenen Blöcke seien für eine Laufzeit von 40 Jahren ausgelegt. Im Sommer 2013 wurde von der Föderalregierung nicht mehr von einer Abschaltung im Jahr 2015, sondern im Jahr 2016 gesprochen.
Am 19. Dezember 2014 verlautete die zwischenzeitlich gewählte Regierung Michel I, die Laufzeit von Doel-1 und Doel-2 solle um zehn Jahre bis 2025 verlängert werden. Belgien habe in kalten Wintermonaten zu wenig Eigenproduktion von Strom und es könne zu Stromabschaltungen kommen. Zuvor waren die Blöcke Doel-3 und Tihange-2 wegen Haarrissen im Reaktordruckbehälter abgeschaltet worden. Es bestand seinerzeit große Unsicherheit, ob die Reaktoren wieder in Betrieb gehen können. Für die Laufzeitverlängerung von Doel-1 bis 2025 forderte die belgische Nuklearbehörde FANK Sicherheitsinvestitionen in der Höhe von jeweils rund 500 Millionen Euro bei den Reaktoren Doel-1 und Doel-2. Kraftwerksbetreiber Electrabel teilte Ende 2014 mit, man werde diese neuen Investitionen nur vornehmen, wenn die Laufzeitverlängerung sowohl juristisch gesichert als auch ökonomisch sinnvoll ist. Am 15. Februar 2015 – exakt 40 Jahre nach Beginn des kommerziellen Betriebs – wurde Doel-1 daher vorläufig abgeschaltet. Am 30. November 2015 unterzeichneten die Regierung und der Konzern Engie einen Vertrag über die Laufzeitverlängerung von zehn Jahren. Electrabel versuchte, die Laufzeitverlängerung als notwendig darzustellen.  Die Laufzeitverlängerung wurde allerdings bis zum Sommer 2016 nicht vom Parlament beschlossen. Eine vorgesehene Abstimmung wurde im Juli 2016 verschoben.
Im April 2016 forderten die Regierungen Deutschlands (Merkel III) und Luxemburgs die Regierung Michel I auf, Doel-3 und Tihange-2 herunterzufahren, bis umfangreiche Sicherheitsvorkehrungen in den Anlagen getroffen sind.
Anfang März 2016 erklärte der damalige Umweltminister von NRW Johannes Remmel (Kabinett Kraft II), NRW werde gemeinsam mit Rheinland-Pfalz bei der UN und der EU-Kommission Beschwerde gegen die Laufzeitverlängerungen für Doel-1 und Doel-2 sowie für Tihange-1 einlegen. Auch Umweltverbände klagten gegen die Laufzeitverlängerung. 2019 entschied der Europäische Gerichtshof, dass die Laufzeitverlängerung von Doel 1 und 2 gegen EU-Recht verstoßen habe, weil keine Umweltverträglichkeitsprüfung stattgefunden habe. Der Gerichtshof stellte auch fest, dass bei den möglichen erheblichen Auswirkungen auf Nachbarstaaten eine grenzüberschreitende Umweltverträglichkeitsprüfung nach Art. 7 der UVP-Richtlinie durchzuführen ist. Bisher (Stand Juli 2019) ist noch unklar, ob die Anlagen trotzdem weiter betrieben werden dürfen oder nun abgeschaltet werden müssen.
Am 5. März 2020 kippte der Verfassungsgerichtshof Belgiens das Gesetz für eine zehnjährige Laufzeitverlängerung der Atomreaktoren Doel 1 und Doel 2 und urteilte, für dieses Gesetz wären eine Umweltfolgenabschätzung und ein Widerspruchsverfahren nötig gewesen. Der Betrieb wurde bis 2022 nicht untersagt, um der Regierung die Gelegenheit zu geben, die Versäumnisse nachzuholen. Auf der Grundlage eines neuen Gesetzes unter Berücksichtigung einer Umweltverträglichkeitsprüfung sei eine weitere Verlängerung, über 2022 hinaus, möglich.
Am 23. September 2022 wurde Doel-3 im Zuge des geplanten Atomausstiegs permanent vom Netz genommen. Seit diesem Tag liefert der Reaktor keinen Strom mehr.
Ursprünglich war geplant, alle belgischen Kernkraftwerke bis 2025 vom Netz zu nehmen. Vor dem Hintergrund des Ukraine-Kriegs und der gestiegenen Energiepreise will die Regierung nun aber die Reaktoren Tihange 3 und Doel 4 bis mindestens Ende 2035 weiterlaufen lassen, um die Energiesicherheit zu gewährleisten. Im Januar 2023 waren die letzten Details dazu zwischen der Regierung und Engie ausgehandelt.
Am 15. Februar 2025 wurde Doel-1 abgeschaltet und mit dem Ziel der Stilllegung vom Netz genommen.

## Störfälle
Am 4. August 1982 trat nach Ausfall des 380-kV-Netzes und starken Spannungsschwankungen im Reservenetz in den beiden ältesten Doel-Blöcken der Notstrom-Fall ein. Vier Dieselgeneratoren starteten, konnten aber wegen Fehlern die zum Kaltfahren (siehe Zerfallswärme) nötige Versorgung nicht gewährleisten. Als letzte Reserve trat in beiden Reaktorblöcken ein stromunabhängiges, vom Dampf der Nachzerfallswärme angetriebenes Kühlsystem in Aktion, bis nach ungefähr einer Stunde die Stromversorgung wiederhergestellt war.
Am 18. März 2011 wurde ein Schaden an der Wasserpumpe der Einheit 4 entdeckt und als Störfall der Stufe 2 auf der Internationalen Bewertungsskala für nukleare Ereignisse eingestuft.

### Reaktor 1
Am 23. April 2018 wurde Doel-1 heruntergefahren. Später teilte der Betreiber mit, es gebe ein Leck an einem Notkühlsystem im radioaktiven Bereich des Kernreaktors. Man ziehe ohnehin geplante Wartungsarbeiten vor; Doel-1 bleibe voraussichtlich bis Oktober 2018 abgeschaltet. Die Föderalagentur für Nuklearkontrolle (FANC) hat diesem Vorfall unterdessen die Stufe 0 auf der INES-Skala zugeordnet.

### Reaktor 2
Am 15. Juli 2021 wurde der Reaktor 2 manuell abgeschaltet, nachdem ein mögliches Leck in einem nicht-nuklearen Teil des Reaktors entdeckt worden war.

### Risse im Druckbehälter von Reaktor 3
Doel-3 wurde im August 2012 bis auf weiteres stillgelegt, weil Risse im Reaktordruckbehälter entdeckt worden waren. Die sicherheitstechnische Relevanz der Schäden war zunächst unklar. Es gebe "zahlreiche Hinweise" auf Fehler im Stahl des Reaktorbehälters; auch empfahl die belgische Atomaufsichtsbehörde FANK, alle 21 weiteren Reaktorbehälter des gleichen Herstellers (Rotterdamsche Droogdok Maatschappij) (sie sind unter anderem im KKW Ringhals 2 (Schweden), im KKW Borssele (Niederlande) sowie im KKW Leibstadt und im KKW Mühleberg (Schweiz) im Einsatz) zu prüfen. Nicht betroffen sind in Betrieb befindliche deutsche Kernkraftwerke.
Die FANK ordnete 2012 an, dass das Notkühlwasser (über 1 Million Liter) auf über 45 °C vorgeheizt werden muss. Der rissige Sicherheitsbehälter könnte durch zu kaltes Kühlwasser einen thermischen Schock erleiden. Die maximale Vorlauftemperatur beträgt 50 °C. Ab dieser Temperatur wird der Reaktor nicht mehr ausreichend gekühlt.
Die Tageszeitung Le Monde machte dies am 8. August 2012 bekannt. Die FANK veröffentlichte ein sechsseitiges Informationspapier.
Eine Ultraschallüberprüfung der FANK ergab 8000 Risse am Reaktordruckbehälter. Im Frühjahr 2013 gab die FANK bekannt, die betroffenen belgischen Reaktoren Doel-3 und Tihange-2 seien intensiv überprüft worden. Jan Bens, Chef der FANK, sagte, beide Reaktoren seien zu "101 Prozent sicher" und einem Wiederanfahren stehe nichts im Weg. Jan Bens war zuvor ab 2004 Leiter der Atomanlage Doel. Anfang Juni 2013 wurden Doel-3 und Tihange-2 wieder hochgefahren.
Im März 2014 wurden Doel-3 und Tihange-2 auf behördliche Anordnung erneut heruntergefahren. Tests im Forschungsreaktor Mol mit dem Reaktorbehältermaterial der beiden Werke hätten "unerwartete Resultate" bezüglich mechanischer Resistenz erbracht. Der Stillstand dauerte vorläufig bis Frühjahr 2015. Deutsche Medien vermuteten, dass die Blöcke aufgrund der Tatsache, dass tausende Risse entdeckt wurden und ein Tausch des Reaktordruckbehälters nicht möglich ist, vor der endgültigen Stilllegung stehen würden. Der Betreiber Electrabel äußerte im August 2014 die Vermutung, die Reaktoren im Sommer 2015 wieder ans Netz bringen zu dürfen. Belgische Medien schrieben, es sei noch keine endgültige Entscheidung gefallen. Am 13. Februar 2015 gab Jan Bens bekannt, dass die beiden Reaktordruckbehälter nicht 10.000, sondern mehr als 16.000 Risse haben.
Am 17. November 2015 veröffentlichte die FANK ihre Erlaubnis, die Reaktorblöcke Doel-3 und Tihange-2 wieder anzufahren. Die Risse seien kein Risiko für die Sicherheit der Anlagen.
Die Initiative stop-tihange.org überreichte am 4. Dezember 2015 im belgischen Innenministerium über 160.000 Online-Unterschriften gegen das Wiederanfahren der beiden Reaktoren.
Doel-3 wurde am 21. Dezember 2015 nach 20 Monaten wieder hochgefahren; am 24. Dezember folgte Doel-2.
Bereits am 25. Dezember wurde Doel-3 aufgrund einer Leckage am Kühlsystem erneut vom Netz genommen. Die für den 28. Dezember geplante Wiederinbetriebnahme musste auf den 6. Januar 2016 verschoben werden, weil ein defekter Schalter entdeckt wurde.
In der Nacht vom 2. auf den 3. Januar 2016 wurde bekannt, dass Doel-1 sich automatisch abgeschaltet hat und in einen sicheren Betriebszustand überführt wurde. Details wurden zunächst nicht bekannt. Den offiziellen Angaben nach bestand zu keinem Zeitpunkt eine Gefahr für Umwelt oder Menschen.
Am 21. April 2016 wurde Doel-3 erneut abgeschaltet.
Am 23. Mai 2017 wurde Doel-3 nach einem Vorfall im nicht-nuklearen Teil der Anlage abgeschaltet. Er ging kurz darauf wieder ans Netz.

### Turbinenschaden im Block 4
Am 5. August 2014 kam es zur automatischen Abschaltung von Doel-4 nach einem schweren Turbinenschaden durch Überhitzung, nachdem ein Unbekannter rund 65.000 Liter Öl der Turbine hatte auslaufen lassen. Im März 2016 teilte die Parlamentarische Staatssekretärin im deutschen Bundesministerium für Umwelt, Naturschutz, Bau und Reaktorsicherheit, Rita Schwarzelühr-Sutter, in der Antwort auf eine parlamentarische Anfrage mit, dass die bisher erlangten Informationen auf die Tat eines Innentäters hindeuten. Während der Terroranschläge in Brüssel am 22. März 2016 verwehrte der Betreiber „allen für den unmittelbaren Betrieb nicht notwendigen Mitarbeitern“ den Zutritt zur Anlage. 2014 wurden auch die Signale zum Leitstand manipuliert.
Da mit Doel-3 und Tihange-2 auch zwei Reaktoren wegen Rissen im Druckbehälter langfristig außer Betrieb waren, wurde ein Notfallplan gegen befürchtete Stromengpässe im Winter erarbeitet. Wegen der technischen Probleme waren Ende 2014 drei der sieben belgischen Leistungsreaktoren langfristig außer Betrieb, womit 51,9 % der Leistung der Kernkraftwerke bzw. rund 25 % der Gesamtleistung aller belgischen Kraftwerke nicht zur Verfügung stand.
Am 19. Dezember 2014 wurde Reaktor 4 nach einer umfangreichen Reparatur an der Turbine wieder hochgefahren.

### Alkali-Kieselsäure-Reaktion in Doel-3 und Tihange-3
Im September 2018 stellte der Betreiber Engie Electrabel während einer geplanten Überprüfung zerfallenden Beton in den Bunker-Gebäuden Doel 3 und Tihange 3 fest, wo sich die Notstandssysteme befinden. Erst nach weiteren Untersuchungen gab die FANC die Erlaubnis, die Reaktoren wieder zu starten. Nach Auskunft der FANC hat der Zerfall des Betons keine Auswirkungen auf das direkte Umfeld der Reaktoren. Schon zuvor musste der Neustart der Reaktoren Doel-1 und Doel-2 wegen notwendiger Wartungsarbeiten von Oktober auf Dezember 2018 verschoben werden. Nach der Inspektion von Doel-4 und Tihange-2 fanden sich auch dort Betonschädigungen in den Decken.

## Sonstiges
Eine der abgehenden Stromleitungen kreuzt die Schelde an der Schelde-Freileitungskreuzung Doel. Einer der beiden 170 Meter hohen Tragmasten steht auf einem Senkkasten in der Schelde.

## Daten der Reaktorblöcke
Das Kernkraftwerk Doel hat insgesamt vier Blöcke:
| Reaktorblock | Reaktortyp         | Netto- leistung | Brutto- leistung | Baubeginn  | Netzsyn- chronisation | Kommer- zieller Betrieb | Abschal- tung |
| ------------ | ------------------ | --------------- | ---------------- | ---------- | --------------------- | ----------------------- | ------------- |
| Doel-1       | Druckwasserreaktor | 445 MW          | 454 MW           | 01.07.1969 | 28.08.1974            | 15.02.1975              | 14.02.2025    |
| Doel-2       | Druckwasserreaktor | 445 MW          | 454 MW           | 01.09.1971 | 21.08.1975            | 01.12.1975              | (01.12.2025)  |
| Doel-3       | Druckwasserreaktor | 1006 MW         | 1055 MW          | 01.01.1975 | 23.06.1982            | 01.10.1982              | 23.09.2022    |
| Doel-4       | Druckwasserreaktor | 1039 MW         | 1090 MW          | 01.12.1978 | 08.04.1985            | 01.07.1985              | (01.11.2035)  |

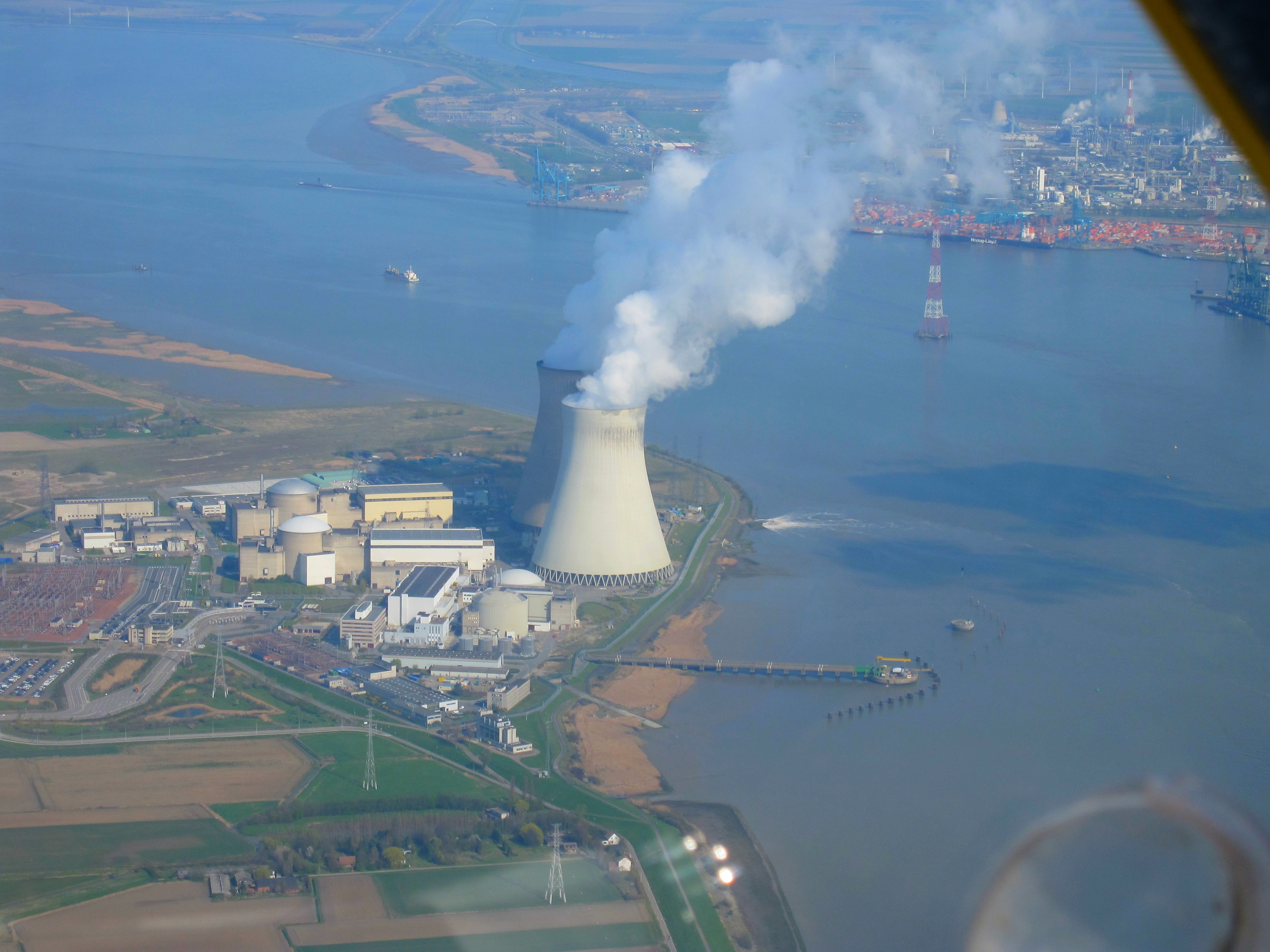
Luftaufnahme
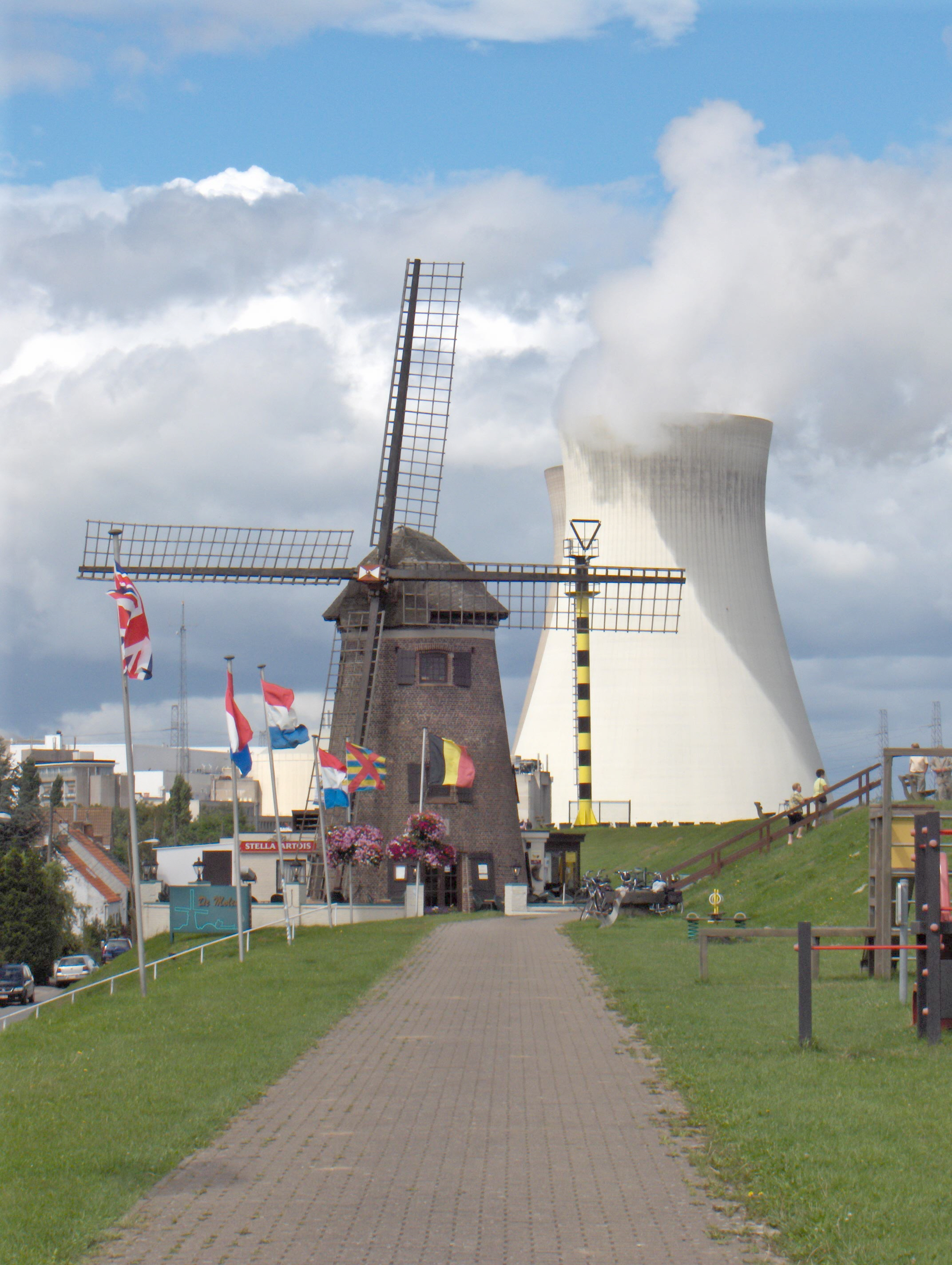
Kernkraftwerk Doel, Blick von Süden; im Vordergrund die alte Dorfmühle
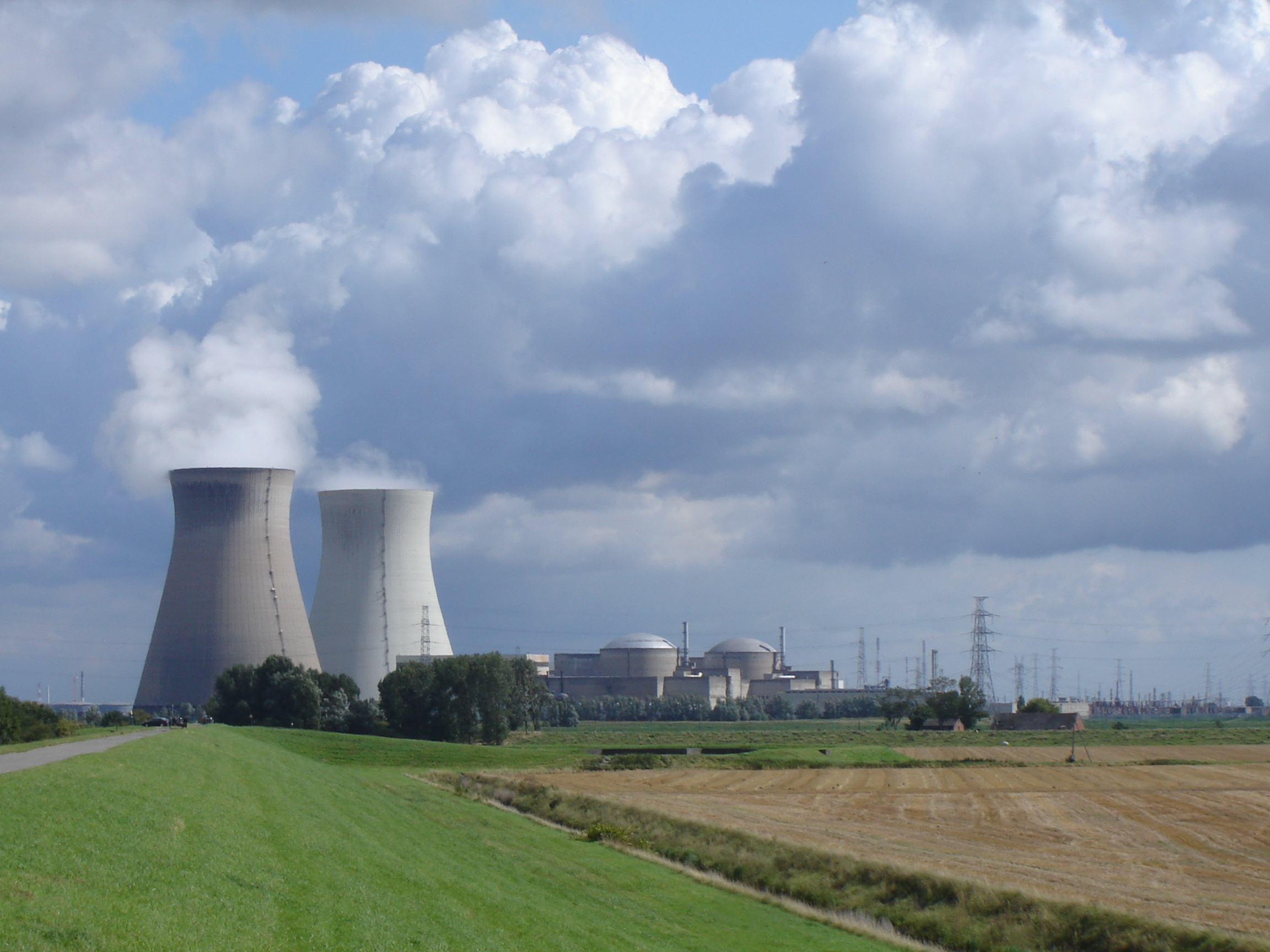
Das Kernkraftwerk Doel
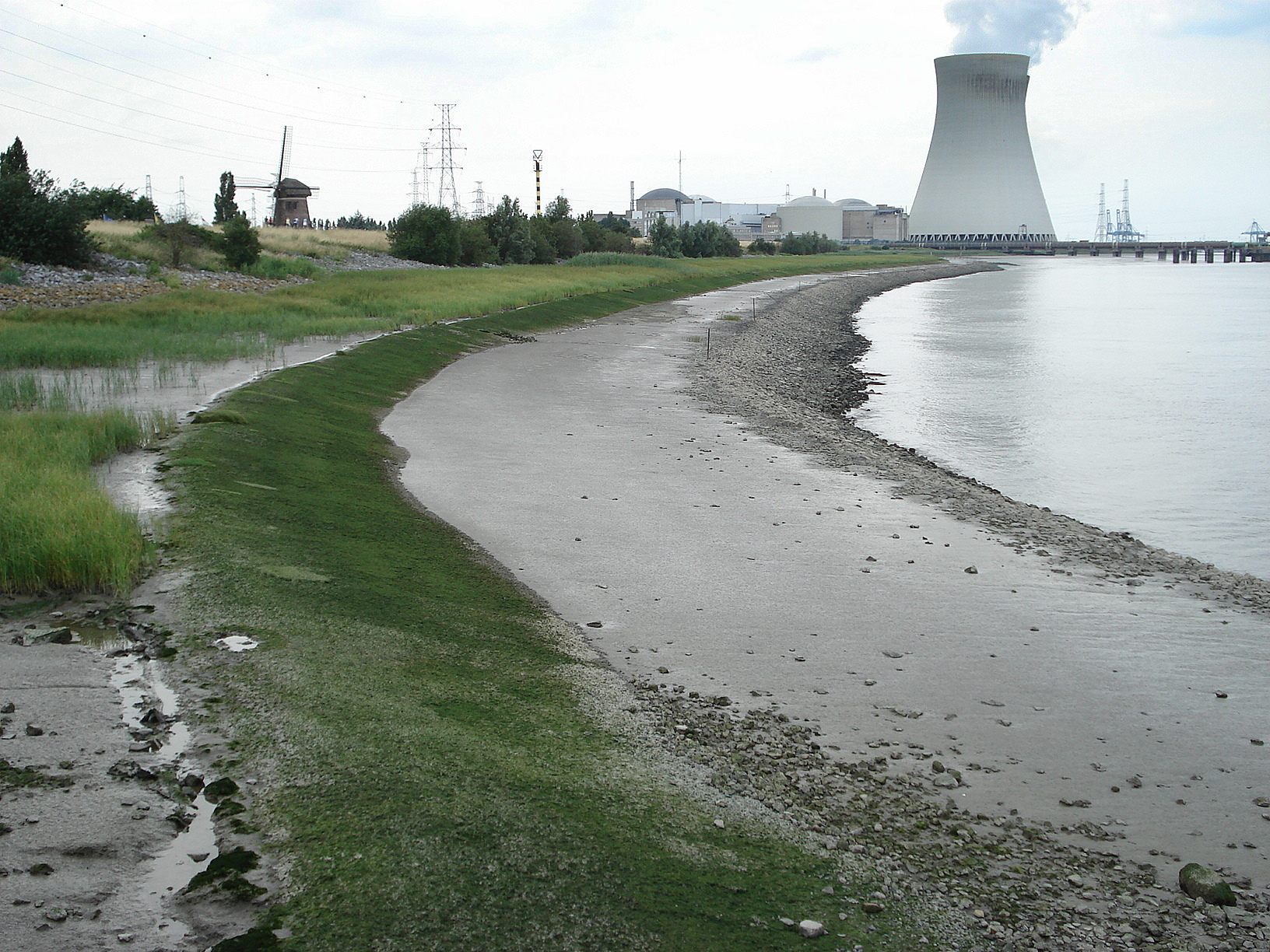
Das Kernkraftwerk
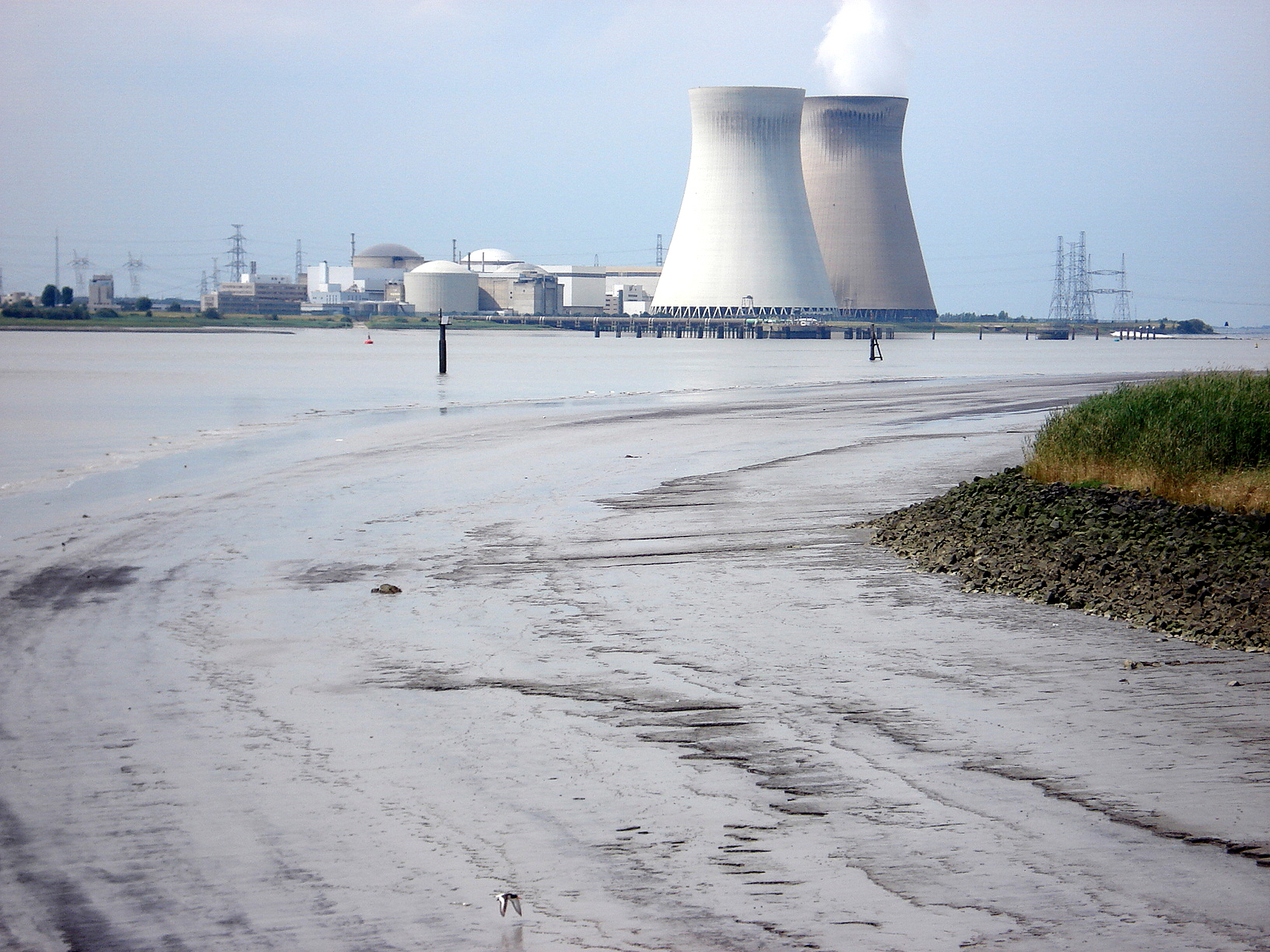
Das Kernkraftwerk
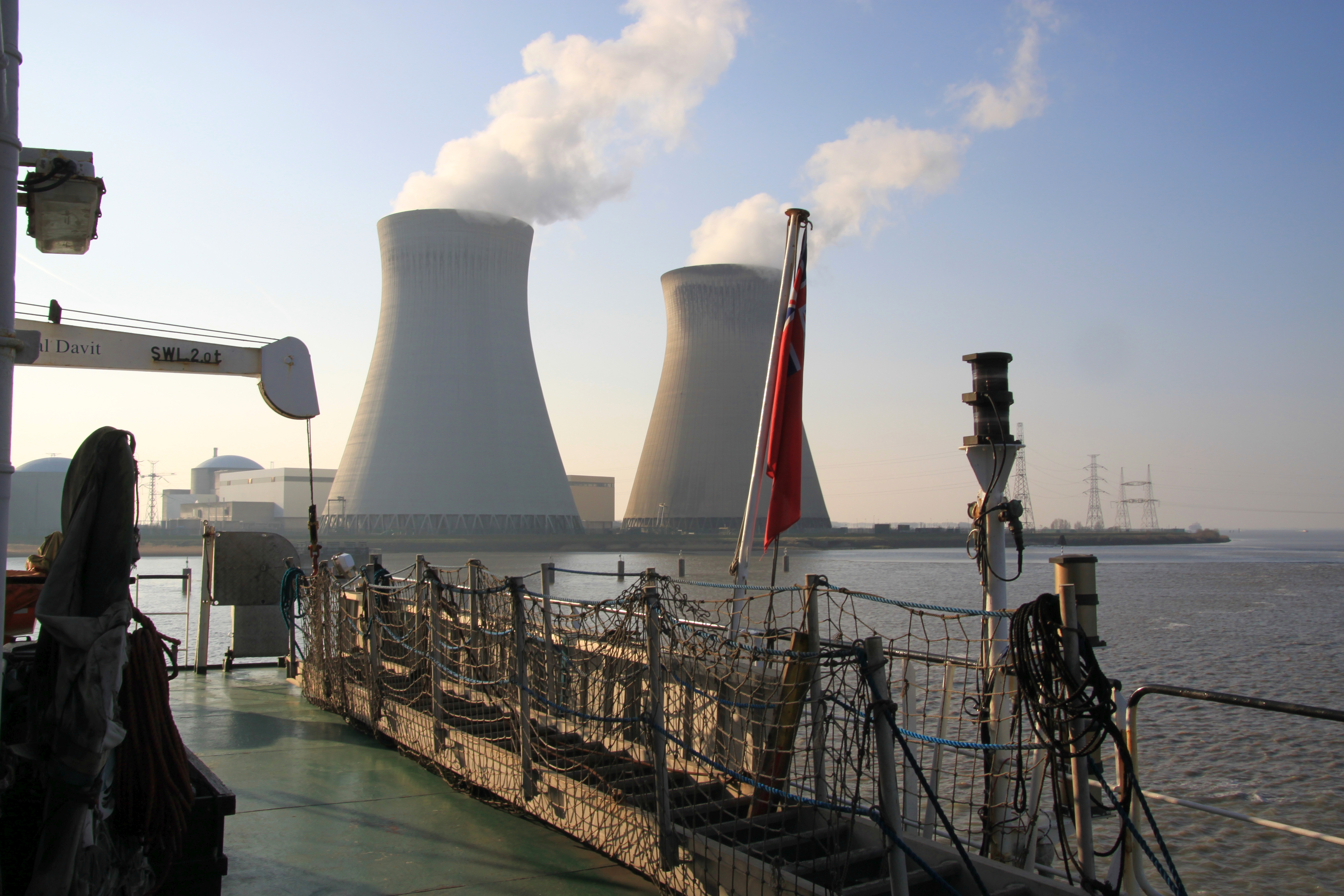
Das Kernkraftwerk von See aus gesehen